# Longeault-Pluvault
Longeault-Pluvault ist eine französische Gemeinde mit 1.154 Einwohnern (Stand 1. Januar 2022) im Département Côte-d’Or in der Region Bourgogne-Franche-Comté.
Sie gehört zum Arrondissement Dijon und zum Kanton Genlis.
Sie entstand mit Wirkung vom 1. Januar 2019 als Commune nouvelle durch Zusammenlegung der ehemaligen Gemeinden Longeault und Pluvault, die in der neuen Gemeinde den Status einer Commune déléguée besitzen. Der Verwaltungssitz befindet sich im Ort Longeault.

## Gliederung
| Ortsteil                    | ehemaliger INSEE-Code | Fläche (km²) | Einwohnerzahl zum 1. Januar 2022 |
| --------------------------- | --------------------- | ------------ | -------------------------------- |
| Longeault (Verwaltungssitz) | 21352                 | 1,24         | 547                              |
| Pluvault                    | 21486                 | 3,46         | 607                              |

## Lage
Nachbargemeinden sind Genlis im Nordwesten, Beire-le-Fort im Norden, Collonges-lès-Premières im Nordosten, Pluvet im Osten und im Süden und Tart-le-Bas im Westen.

## Siehe auch

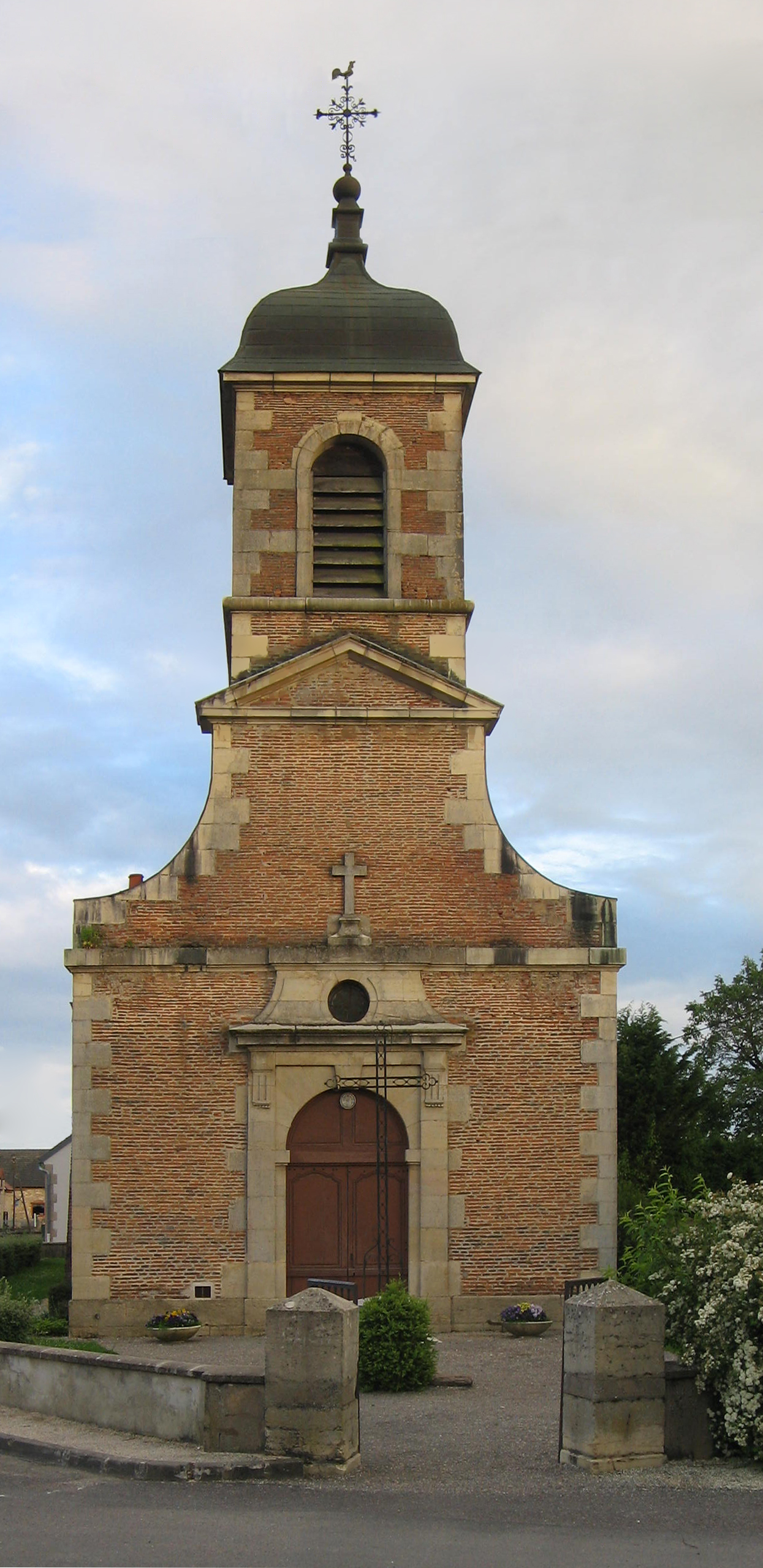
Kirche Mariä Himmelfahrt in Pluvault